# Heinrich Binder (Mediziner)
Heinrich Wilhelm Karl Maria Binder (* 3. Dezember 1947 in Wien) ist ein österreichischer Neurologe.

## Leben
Heinrich Binder studierte Medizin an der Universität Wien und promovierte 1972, anschließend absolvierte er bis 1978 eine Ausbildung zum Facharzt für Neurologie und Psychiatrie. 1982 habilitierte er sich, 1988 wurde ihm der Berufstitel „Außerordentlicher Universitätsprofessor“ verliehen.
Binder arbeitete mit am Aufbau der neurologischen Abteilung der Universitätsklinik Wien. Seit 1989 ist er Primarius und ärztlicher Direktor des Neurologischen Krankenhauses der Gemeinde Wien Maria-Theresien-Schlössel. Sein Hauptarbeitsgebiet ist die restaurative Neurologie, im Jahr 2000 gelang die Implantation einer das Gehzentrum stimulierenden Elektrode ins Rückenmark eines Patienten mit Querschnittlähmung.